# Леляківська сільська рада
Лелякі́вська сільська́ ра́да — адміністративно-територіальна одиниця та орган місцевого самоврядування в Варвинському районі Чернігівської області. Адміністративний центр — село Леляки.

## Загальні відомості
- Територія ради: 20,43 км²
- Населення ради: 455 осіб (станом на 2001 рік)

Леляківська сільська рада створена у 1918 році. Нинішня сільрада стала однією з 14-ти сільських рад Варвинського району і одна з дев'ятьох, яка складається більше, ніж з одного населеного пункту.

## Населені пункти
Сільській раді підпорядковані населені пункти:
- с. Леляки (437 осіб)
- с-ще Саверське (18 осіб)

## Освіта
На території сільської ради діє Леляківська ЗОШ І-ІІ ст., Богданівський ясла-садок «Віночок».

## Склад ради
Рада складалася з 12 депутатів та голови.
- Голова ради: Кашуба Петро Миколайович
- Секретар ради: Чиж Світлана Миколаївна

### Керівний склад попередніх скликань
| Прізвище, ім'я, по батькові | Основні відомості                                                         | Дата обрання | Дата звільнення |
| --------------------------- | ------------------------------------------------------------------------- | ------------ | --------------- |
| Кашуба Петро Миколайович    | Сільський голова, 1965 року народження, освіта вища, член Народної партії | 26.03.2006   | 31.10.2010      |
| Кашуба Петро Миколайович    | Сільський голова, 1965 року народження, освіта вища, член Народної партії | 31.10.2010   |                 |

Примітка: таблиця складена за даними сайту Верховної Ради України

### Депутати
За результатами місцевих виборів 2010 року депутатами ради стали:

#### За суб'єктами висування
| Суб'єкт висування                 | Кількість обраних депутатів | %    |
| --------------------------------- | --------------------------- | ---- |
| Партія регіонів                   | 10                          | 83,3 |
| Комуністична партія України       | 1                           | 8,3  |
| Політична партія «Сильна Україна» | 1                           | 8,3  |

#### За округами
| № округу                          | Прізвище, ім'я, по батькові   | Дата визнання обраним | Освіта  | Партійна приналежність                  | Відомості про обраного депутата                                                 |
| --------------------------------- | ----------------------------- | --------------------- | ------- | --------------------------------------- | ------------------------------------------------------------------------------- |
| Комуністична партія України       |                               |                       |         |                                         |                                                                                 |
| 1                                 | Бутчаний Віталій Григорович   | 03.11.2010            | середня | член Комуністичної партії України       | насосно-перекачувальна станція Гніднцівського газопереробного заводу, охоронник |
| Партія регіонів                   |                               |                       |         |                                         |                                                                                 |
| 2                                 | Юхименко Світлана Миколаївна  | 03.11.2010            | середня | позапартійна                            | Вервинське районне споживче товариство, продавець                               |
| 3                                 | Матухно Любов Василівна       | 03.11.2010            | середня | позапартійна                            | Леляківський сільський будинок культури, прибиральниця                          |
| 4                                 | Матухно Тетяна Семенівна      | 03.11.2010            | середня | позапартійна                            | пенсіонер                                                                       |
| 6                                 | Чернишова Тамара Олексіївна   | 03.11.2010            | середня | член Партії регіонів                    | Дошкільний навчальний заклад «Віночок», завідувач                               |
| 7                                 | Шитель Любоа Іванівна         | 03.11.2010            | середня | позапартійна                            | Леляківська загальноосвітня школа І-ІІ ст., кухар                               |
| 8                                 | Пархоменко Інна Василівна     | 03.11.2010            | середня | член Партії регіонів                    | Комунальний лікувально-профілактичний заклад «Варвинська ЦРЛ», медсестра        |
| 9                                 | Каленіченко Олег Андрійович   | 03.11.2010            | середня | член Партії регіонів                    | НГВУ «Чернігівнафтогаз» ПіКРС, помічник бурильника                              |
| 10                                | Чиж Анатолій Іанович          | 03.11.2010            | середня | член Партії регіонів                    | ТОВ «Нафтозахист», охоронник                                                    |
| 11                                | Саверський Сергій Миколайович | 03.11.2010            | середня | позапартійний                           | АЗС «WOG» м. Прилуки, помічник оператора                                        |
| 12                                | Капусь Наталія Іванівна       | 03.11.2010            | середня | позапартійна                            | тимчасово не працює                                                             |
| Політична партія «Сильна Україна» |                               |                       |         |                                         |                                                                                 |
| 5                                 | Чиж Світлана Миколаївна       | 03.11.2010            | середня | член Політичної партії «Сильна Україна» | Леляківська сільська рада, секретар                                             |

## Населення
Згідно з переписом УРСР 1989 року чисельність наявного населення сільської ради становила 558 осіб, з яких 222 чоловіки та 336 жінок.
За переписом населення України 2001 року в сільській раді мешкало 450 осіб.

### Мова
Розподіл населення за рідною мовою за даними перепису 2001 року:
| Мова       | Відсоток |
| ---------- | -------- |
| українська | 98,46 %  |
| російська  | 1,54 %   |